# 消費税反対デモ
消費税反対デモ（しょうひぜいはんたいデモ）とは国内外で行われている政策である消費税に対して反対する事を目的として行われているデモ活動。
2012年ごろからは消費税の増税に反対する事を目的としたデモ活動が左派と右派の両方の団体で見られた。左派ならば共産党、右派ならば頑張れ日本!全国行動委員会などによってデモ活動が実施されている。
海外でもスペインなどで消費税に反対するデモ活動が行われていると報道されている。